# Вила „Мордох“
Вила „Мордо̀х“ (на гръцки: Βίλλα Μορντώχ) е историческа постройка в град Солун, Гърция.

## История
Сградата е разположена в южния квартал Пиргите, на кръстовището на булевард „Василиса Олга“ и „25 март“. Построена в 1905 година от архитект Ксенофон Пеонидис за Сейфула паша. Сградата по-късно е продадена на Самуил Мордох, който живее там от 1930 до 1940 година. По време на окупацията през Втората световна война сградата е използната от Гестапо, а след войната - от ЕЛАС и след това от гръцките военновъздушни сили. От 1947 до 1950 година в къщата е детският град „Света Ирина“, а от 1952 до 1973 година в нея се помещава Социалният осигурителен институт. По-късно от 1986 година в сградата, собственост на община Солун, се помещава Пето общинско управление и Солунската общинска художествена галерия до 2013 година, когато е прехвърлена в Каза Бианка. Днес освен Пето общинско управление в сградата е и Туристическият отдел.

## Описание
Представлява двуетажна сграда с керемиден покрив. Има полусутерен и таванско помещение. Архитектурата ѝ е типичната за епохата еклектика - съчетава елементи на неокласицизъм, ренесанс, барок и ар нуво. В интериора има интересни стенописи от художника Нуредин, който се е подписал на арабица: „Нуредин 1905“. Над южното крило има капковиден купол, който придава на сградата уникален вид. Интериорът е в голяма степен запазен.